# Nigel Barrie
Nigel Barrie, nato Roynon Cholmondeley Nigel-Jones  (Calcutta, 5 febbraio 1889 – 8 ottobre 1971), è stato un attore britannico di origine indiana.

## Filmografia
- Beatrice Fairfax, regia di Leopold Wharton, Theodore Wharton (1916)
- Beatrice Fairfax Episode 4: The Stone God, regia di Leopold Wharton e Theodore Wharton (1916)
- Beatrice Fairfax Episode 10: Playball, regia di Leopold Wharton e Theodore Wharton (1916)
- Il servizio segreto (Patria), regia di Jacques Jaccard, Theodore W. Wharton e Leopold D. Wharton (1917)
- Bab's Diary, regia di J. Searle Dawley (1917)
- Bab's Burglar, regia di J. Searle Dawley (1917)
- Bab's Matinee Idol', regia di J. Searle Dawley (1917)
- The Marionettes, regia di Émile Chautard (1918)
- Diane of the Green Van, regia di Wallace Worsley (1919)
- When My Ship Comes In, regia di Robert Thornby (1919)
- Josselyn's Wife, regia di Howard C. Hickman (1919)
- Tangled Threads, regia di Howard C. Hickman (1919)
- The Better Wife, regia di William P.S. Earle (1919)
- Widow by Proxy, regia di Walter Edwards (1919)
- The Cinema Murder, regia di George D. Baker (1919)
- The Turning Point, regia di J.A. Barry (1920)
- The Honey Bee, regia di Rupert Julian (1920)
- Notorious Miss Lisle, regia di James Young (1920)
- The Girl in the Web, regia di Robert Thornby (1920)
- A Slave of Vanity, regia di Henry Otto (1920)
- The Little Fool, regia di Philip E. Rosen (1921)
- Charge It, regia di Harry Garson (1921)
- A Prince There Was, regia di Tom Forman (1921)
- Their Mutual Child, regia di George L. Cox (1921)
- The Little Minister, regia di Penrhyn Stanlaws (1921)
- The Fast Freight, regia di James Cruze (1922)
- Heroes and Husbands, regia di Chet Withey (Chester Withey)
- White Shoulders, regia di Tom Forman (1922)
- East Is West, regia di Sidney Franklin (1922)
- Peg del mio cuore (Peg o' My Heart), regia di King Vidor (1922)
- The Strangers' Banquet, regia di Marshall Neilan (1922)
- The Bolted Door, regia di William Worthington (1923)
- Fires of Fate, regia di Tom Terriss (1923)
- Lights of London, regia di C.C. Calvert (1923)
- Claude Duval, regia di George A. Cooper (1924)
- The Desert Sheik, regia di Tom Terriss (1924)
- Komödie des Herzens, regia di Rochus Gliese (1924)
- Mutiny, regia di F. Martin Thornton (1925)
- Der Turm des Schweigens, regia di Johannes Guter (1925)
- Blitzzug der Liebe, regia di Johannes Guter (1925)
- Hogan's Alley, regia di Roy Del Ruth (1925)
- Steel Preferred, regia di James P. Hogan (1925)
- The Traffic Cop, regia di Harry Garson (1926)
- The Love Thief, regia di John McDermott (1926)
- Derby reale (The Amateur Gentleman), regia di Sidney Olcott (1926)
- Sunshine of Paradise Alley, regia di Jack Nelson (1926)
- Under the Greenwood Tree, regia di Harry Lachman (1929)
- The Plaything, regia di Castleton Knight (1929)
- Old Soldiers Never Die, regia di Monty Banks (1931)
- Dreyfus, regia di F. W. Kraemer (1931)
- Passenger to London, regia di Lawrence Huntington (1937)
- Anything to Declare?, regia di Redd Davis (1938)